# Begonia tetralobata
Espèce
Begonia tetralobata est une espèce de plantes de la famille des Begoniaceae.
Elle a été décrite en 2007 par Yu Min Shui.